# Adrian Monger
Adrian Calero Monger (* 6. Dezember 1932 in Mount Lawley, Perth; † 9. Juli 2016 in Perth) war ein australischer Ruderer, der 1956 eine olympische Bronzemedaille gewann.
Adrian Monger betrieb anfangs Leichtathletik und Boxen. Er begann mit dem Rudersport beim Studium an der Geelong Grammar School und ruderte auch während seiner Zeit an der University of Melbourne. 1953 gewann er die australische Universitätsmeisterschaft im Achter, 1954 und 1956 war er australischer Meister im Achter.
Bei den Olympischen Spielen 1956 in Melbourne traten insgesamt zehn Achter an, im australischen Achter ruderten Michael Aikman, David Boykett, Fred Benfield, James Howden, Garth Manton, Walter Howell, Adrian Monger, Brian Doyle und Steuermann Harold Hewitt. Im Vorlauf gewannen die Australier vor den Booten aus Kanada, den Vereinigten Staaten und aus dem Vereinigten Königreich. Im Halbfinale siegte der US-Achter vor den Australiern, aus dem anderen Halbfinale erreichten die Kanadier und die Schweden das Finale. Im Finale siegte der US-Achter mit zwei Sekunden Vorsprung vor den Kanadiern, weitere zwei Sekunden dahinter erreichten die Australier als Dritte das Ziel mit neun Sekunden Vorsprung vor den Schweden.
Nach den Olympischen Spielen beendete Monger seine sportliche Laufbahn und arbeitete acht Jahre als Börsenmakler. Dann kehrte er als Lehrer und Rudertrainer an die Geelong Grammar School zurück, wo er zehn Jahre blieb. 1975 zog er nach Perth und lehrte dort am Scotch College, die Rudermannschaft des College betreute er von 1975 bis 2007.